# Jörgen W. Weibull
Jörgen W. Weibull (* 3. Dezember 1948) ist ein schwedischer Ökonom und Spieltheoretiker.
Weibull studierte an der Königlich Technischen Hochschule Stockholm, wo er 1972 mit dem Master of Science graduierte. Von 1974 bis 1985 hatte er an derselben Hochschule eine Forscherstelle und erwarb 1978 den Doktorgrad in angewandter Mathematik. Ab 1984 arbeitete Weibull an der Universität Stockholm, wo er 1990 eine Professur für Theoretische Wirtschaftswissenschaften übernahm. Seit 1995 ist er Professor für Wirtschaftswissenschaften an der Handelshochschule Stockholm. Gastprofessuren führten ihn unter anderem an die Princeton University, die École polytechnique, die Boston University und im Wintersemester 2007/08 an die Universität Wien.
Weibull forscht unter anderem auf dem Gebiet evolutionären Spieltheorie. Dazu hat er ein vielbeachtetes Lehrbuch verfasst.
Weibull ist seit 1999 Mitglied der Königlich Schwedischen Akademie der Wissenschaften. Ferner war er von 1995 bis 2007 Mitglied des Komitees, das über die Vergabe des Nobelpreises für Wirtschaftswissenschaften entscheidet. 2009 verlieh ihm die Handelshochschule Helsinki die Ehrendoktorwürde.